# Casa de Los Diez
La casa de Los Diez es una casona ubicada en el centro de Santiago de Chile, construida a finales de la época de la colonia y elegida en 1923 como sede del llamado Grupo de los Diez. Ubicada en Santa Rosa esquina Tarapacá, fue declarada monumento nacional en septiembre de 1997.

## Historia
En 1922, el arquitecto Fernando Tupper compró esta casona de adobe de estilo neocolonial, facilitándola para las actividades del Grupo de los Diez. En 1923, Tupper convenció a Alberto Ried y Julio Ortiz de Zárate que la decoraran adecuadamente para que les sirviera de punto de reunión para dicho grupo. Fue modificada por el Grupo de los Diez entre 1923 y 1929.
Ried decoró los 9 capiteles de las columnas románicas del patio principal, con referencias a Julio Bertrand, Pedro Prado, Ortiz de Zárate, Leng, Barrios, Magallanes, él mismo y otros no identificables. Julio Ortíz de Zárate construyó a cincel y mazo el gran pórtico, la verja forjada en hierro y la puerta de cedro, que hacen de entrada a la mansión. Se le agregó, además, una torre, la cual quedó inconclusa. Esta fue obra de Rodolfo Brunning, arquitecto alemán muy vinculado al grupo.
Por problemas económicos, en 1929 la casa es rematada. Fuez comprada  por Alfredo García Burr, quien vivió ahí hasta su muerte en la década de 1980. Actualmente pertenece a la Fundación Cultural Casa de Los Diez Alfredo García Burr.

## Construcción

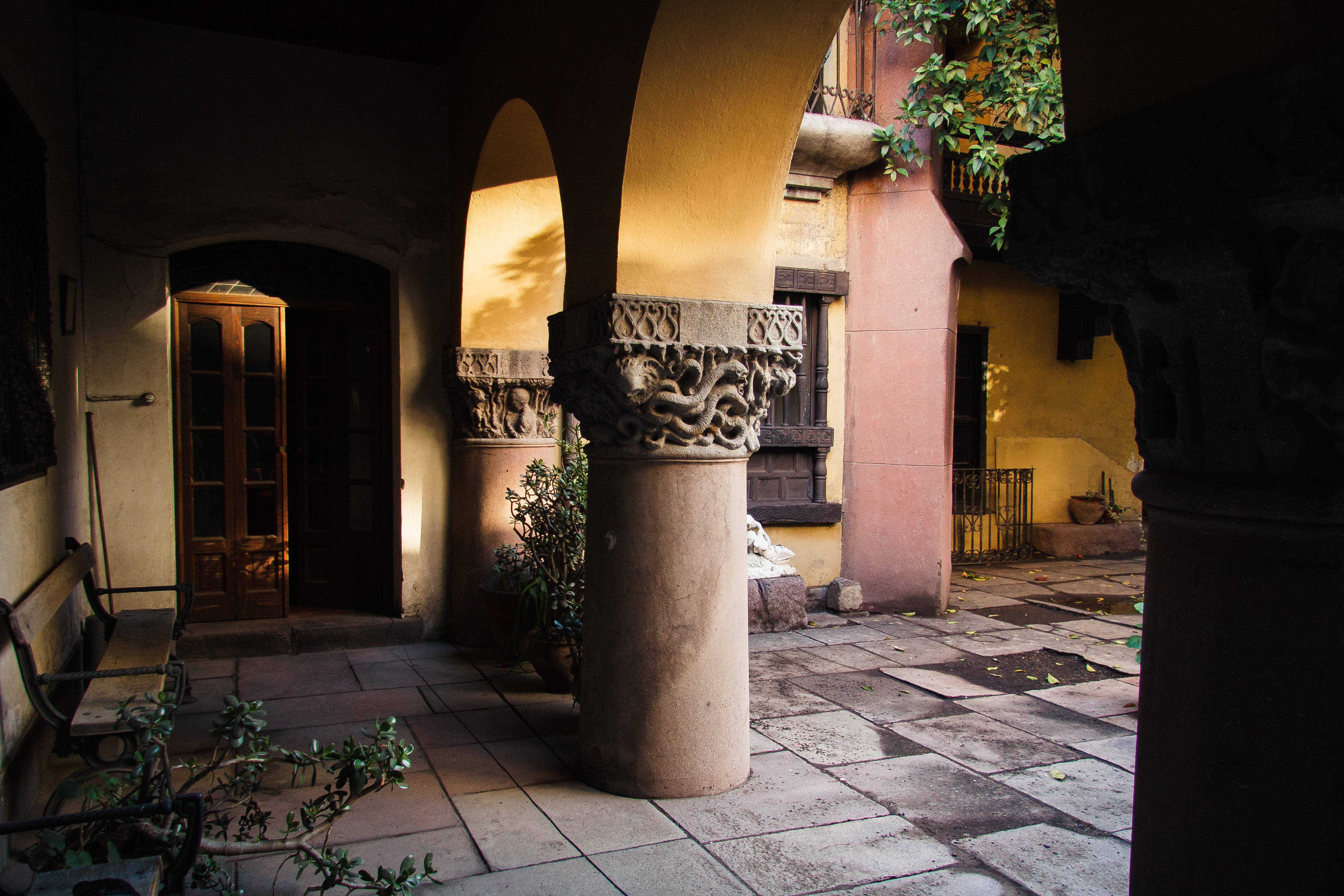
Interior de la casa.

La casa tiene una combinación del estilo neocolonial con las nuevas tendencias estéticas.
La construcción consta de dos patios interiores. Se ingresa por el portón principal, ubicado en dirección oriente, el cual da acceso a un amplio zaguán que conecta con el primer patio, rodeado por un corredor que da acceso a las habitaciones de uso público; más adentro se encuentran las habitaciones residenciales y las de servicio, donde se encuentra el segundo patio con una escala menor. 
La Casa de Los Diez tiene una estructuración sobre la base de muros de adobe de 70 cm, albañilerías de ladrillo y entramados de madera con rellenos de adobe; al norte cuenta con un muro de medianería en albañilería de ladrillo chonchón. El edificio ha soportado todos los terremotos desde 1840, sin presentar daños estructurales.
A algunas de las salas se le agregó un envigado profusamente decorado, pintando azul los espacios de cielo que quedaron libres; también grandes chimeneas de piedra y en la sala que actualmente es el vestíbulo de la casa, un gran fogón de piedra, lo que le transmite un definido carácter. En esta misma sala se encuentra la escalera de piedra con decoración románica que conduce al segundo piso de la torre y, por extensión, al segundo piso de la casa.